# Kaos Studios
Kaos Studios — американский разработчик видеоигр, офис находится в Нью-Йорке. Kaos Studios была образована в 2006 году, когда издатель THQ пригласил ключевых лиц компании Trauma Studios, — команды, работающей над популярной модификацией Desert Combat, для создания новой студии, базирующейся в Нью-Йорке. Студия создаёт игры в жанре FPS (шутер от первого лица). Студия полностью закрылась 13 июня 2011 года.

## Разработанные игры
| Год  | Название                | Платформы | Платформы | Платформы |
| ---- | ----------------------- | --------- | --------- | --------- |
| Год  | Название                | PC        | PS3       | X360      |
| 2008 | Frontlines: Fuel of War | Да        | Нет       | Да        |
| 2011 | Homefront               | Да        | Да        | Да        |